# Sham Shui Po (district)
Le district de Sham Shui Po (en chinois 深水埗區) est un district de Hong Kong. 
comme la tombe de lee cheng uk a été découverte en 1955, les historiens ont suggéré qu'au moins pendant la dynastie han orientale, il y avait des résidents installés dans la région.  
Sham Shui Po était déjà un district densément peuplé dans les années 1950 et 1960. Elle est frappée par la pauvreté et présente le revenu mensuel médian des ménages le plus bas parmi les 18 districts. Il a le pourcentage le plus élevé de personnes âgées de plus de 65 ans. Le pourcentage de nouveaux immigrants est également très élevé. Les conditions de vie des familles de base dans ce district restent un problème social.  